# Bīchūn-e Soflá
Bīchūn-e Soflá (persiska: بيچون سفلى, بيچون پائين) är en ort i Iran.   Den ligger i provinsen Lorestan, i den nordvästra delen av landet, 300 km sydväst om huvudstaden Teheran. Bīchūn-e Soflá ligger 1 701 meter över havet och antalet invånare är 829.
Terrängen runt Bīchūn-e Soflá är kuperad åt nordost, men åt sydväst är den platt. Runt Bīchūn-e Soflá är det tätbefolkat, med 257 invånare per kvadratkilometer. Närmaste större samhälle är Borujerd, 8,1 km väster om Bīchūn-e Soflá. Trakten runt Bīchūn-e Soflá består i huvudsak av gräsmarker.